# Хилл, Джеремайя
Джеремайя Хилл (англ. Jeremiah Hill; род. 4 сентября 1995, Ричмонд-Хилл, штат Джорджия, США) — американский и камерунский профессиональный баскетболист, играющий на позиции разыгрывающего защитника.

## Карьера
Окончив школу в Ричмонд-Хилл в 2013 году Джеремайя решил продолжить баскетбольную карьеру в колледже Саванна. Позже Хилл перешёл в колледж Валдоста, где в 2017 году он был выбран во Всеамериканскую команду NABC Coach Division-II.
Сезон 2017/2018 Хилл начинал в «Джэксонвилл Джайентс», выступавшей в Американской баскетбольной ассоциации. В апреле 2018 года Джеремайя перешёл в «Лейкленд Мэджик».
В июле 2019 года Хилл стал игроком «Астаны».
14 февраля 2021 года Хилл принял участие в конкурсе трёхочковых бросков, состоявшемся в большом перерыве «Матча всех звёзд» Единой лиги ВТБ. В финальном раунде Джеремайя уступил Артёму Комолову (13:16).
6 апреля 2021 года, в матче чемпионата Казахстана против «Тобола» (107:57), Хилл оформил трипл-дабл, набрав 20 очков, 12 подборов и 10 передач, а также 5 перехватов.
По итогам сезона 2020/2021 Хилл стал 2-кратным чемпионом Казахстана и был признан «Самым ценным игроком» чемпионата Казахстана. В Единой лиге ВТБ Джеремайя принял участие в 24 матчах и набирал 15,7 очка, 3,7 подбора и 5,0 передачи при показателе эффективности в 14,8 балла.
В июле 2021 года Хилл подписал контракт с «Пармой».
23 декабря 2021 года, Хилл установил рекорд сезона 2021/2022 в Единой лиге ВТБ по количеству передач в одном матче. В игре против «Енисея» (78:61) Джеремайя совершил 13 результативных передач.
В январе 2022 года Хилл был признан «Самым ценным игроком» Единой лиги ВТБ по итогам месяца. В январе «Парма» провела 1 матч в котором победила «Зенит» (77:67). В этом матче Хилл стал самым результативным в пермской команде, набрав 19 очков, 5 передач, 1 подбор и 1 перехват при 20 баллах за эффективность действий.
В марте 2022 года Хилл перешёл в «Гравлин-Дюнкерк».
Сезон 2022/2023 Хилл начинал в «Реале Бетис», но в январе 2023 года перешёл в «Жирону».
В августе 2023 года Хилл подписал контракт с «Руной». В 37 матчах Единой лиги ВТБ Хилл набирал в среднем 13,5 очка, 5,5 передачи, 4,0 подбора и 1,4 перехвата.
4 апреля 2024 года в матче с «Астаной» (87:79) Хилл сделал 16 результативных передач и установил рекорд сезон 2023/2024 Единой лиги ВТБ.
В апреле 2024 года Хилл перешёл в «Ирони» (Нес-Циона) подписав контракт до конца сезона 2023/2024.
В июле 2024 года Хилл стал игроком «Элан Шалон».

## Киберспорт
В апреле 2020 года Хилл принял участие в кибербаскетбольном кубке по NBA 2K20 «Pro Cup», организованном Единой лигой ВТБ. На групповом этапе, играя командами «Лос-Анджелес Клипперс», «Хьюстон Рокетс» и «Милуоки Бакс», Джеремайя победил Артёма Комолова (63:58), Ивана Евстигнеева (80:42) и Сергея Балашова (78:51). В 1/2 финала Хилл («Лос-Анджелес Лейкерс») уступил Сергею Долинину (56:63), а в матче за 3 место Джеремайя вновь встретился с Сергеем Балашовым и победил со счётом 82:66.

## Достижения
- Чемпион Казахстана (2): 2019/2020, 2020/2021